# Gamma Phoenicis
Désignations
Gamma Phoenicis (γ Phe / γ Phe) est une étoile binaire de 3e magnitude de la constellation du Phénix. Elle est située à environ 230 années-lumière de la Terre.
Gamma Phoenicis est une binaire spectroscopique. Son étoile primaire est une géante rouge de type spectral M0III. Il s'agit d'une variable irrégulière à longue période de faible amplitude dont la magnitude varie entre 3,39 et 3,49.